# Шевченко Юрій Олексійович
Юрій Олексійович Шевче́нко (нар. 16 березня 1936, Київ) — колишній український радянський футболіст, воротар, вихованець київського ФШМ і ДЮСШ «Динамо» (Київ).
Учасник вперше створеної юнацької збірної СРСР. Був у складі київського «Динамо», грав за дніпропетровський «Металург» і вінницький «Локомотив». Згодом — тренер дитячих команд.

## Загальні відомості
Народився 16 березня 1936 року в Києві.
Футбольну освіту здобув у київській ФШМ (Футбольна школа молоді).
Розпочинав у київському «Спартаку».
1954 року продовжив футбольну освіту в ДЮСШ «Динамо» (Київ) — вихованець Миколи Мельниченка.
1955—1956 і 1958 років — у складі київського «Динамо».
1957 року провів 28 матчів у складі дніпропетровського «Металурга».
Ненадовго повернувшись до «Динамо», 1958 року він покинув команду разом з групою інших футболістів.
1959—1964 — воротар вінницького «Локомотиву». Це була сильна команда (Валентин Трояновський, Анатолій Крощенко, Євген Котельников, Борис Липський, Анатолій Молотай), за яку грали чимало вихованців київського «Динамо», запрошених тренером Віктором Жиліним. Про Юрія Шевченка згадують як про надійного воротаря — «елегантний футболіст, високий, стрункий, — перехоплював практично всі „високі“ м'ячі». Будучи гравцем «Локомотива», який став Чемпіоном Української РСР з футболу, був удостоєний звання «Майстер спорту СРСР».
1965 — воротар команди «Чайка» Балаклава.
1969 року грав за команду «Поділля» Кам'янець-Подільський.
Після завершення футбольної кар'єри працював дитячим тренером та тренером воротарів, зокрема в київському «Арсеналі». Серед його вихованців — Роман Зозуля, а також воротарі — Дмитро Непогодов, Владислав Чангелія, Сергій Сітало.